# 南高庄城址
南高庄城址，位于山西省太原市阳曲县大盂镇南高庄村，已列为山西省文物保护单位。

## 保护
2016年6月6日，南高庄城址由山西省人民政府公布为第五批山西省文物保护单位，编号5-2。